# Strangers
Strangers is een Britse politieserie die tussen 1978 en 1982 in 32 afleveringen werd geproduceerd.
Don Henderson is de excentrieke politieman DCI George Bulman, geholpen door DI David Singer (gespeeld door John Ronane) die samen optredend vanuit een politiepost in het noorden van Engeland de lokale misdaad proberen te bestrijden.
De reeks begon als een standaard-politiedramaserie met Bulman als de excentrieke leider. Het uitgangspunt was dat een groep politieagenten bijeengebracht waren uit verschillende delen van het land naar het noorden van Engeland.  Het feit dat zij lokaal niet bekend zijn geeft hun de gelegenheid te infiltreren waar een rechercheur uit de regio dat niet kan.